# 紀元二千六百年記念国旗掲揚台

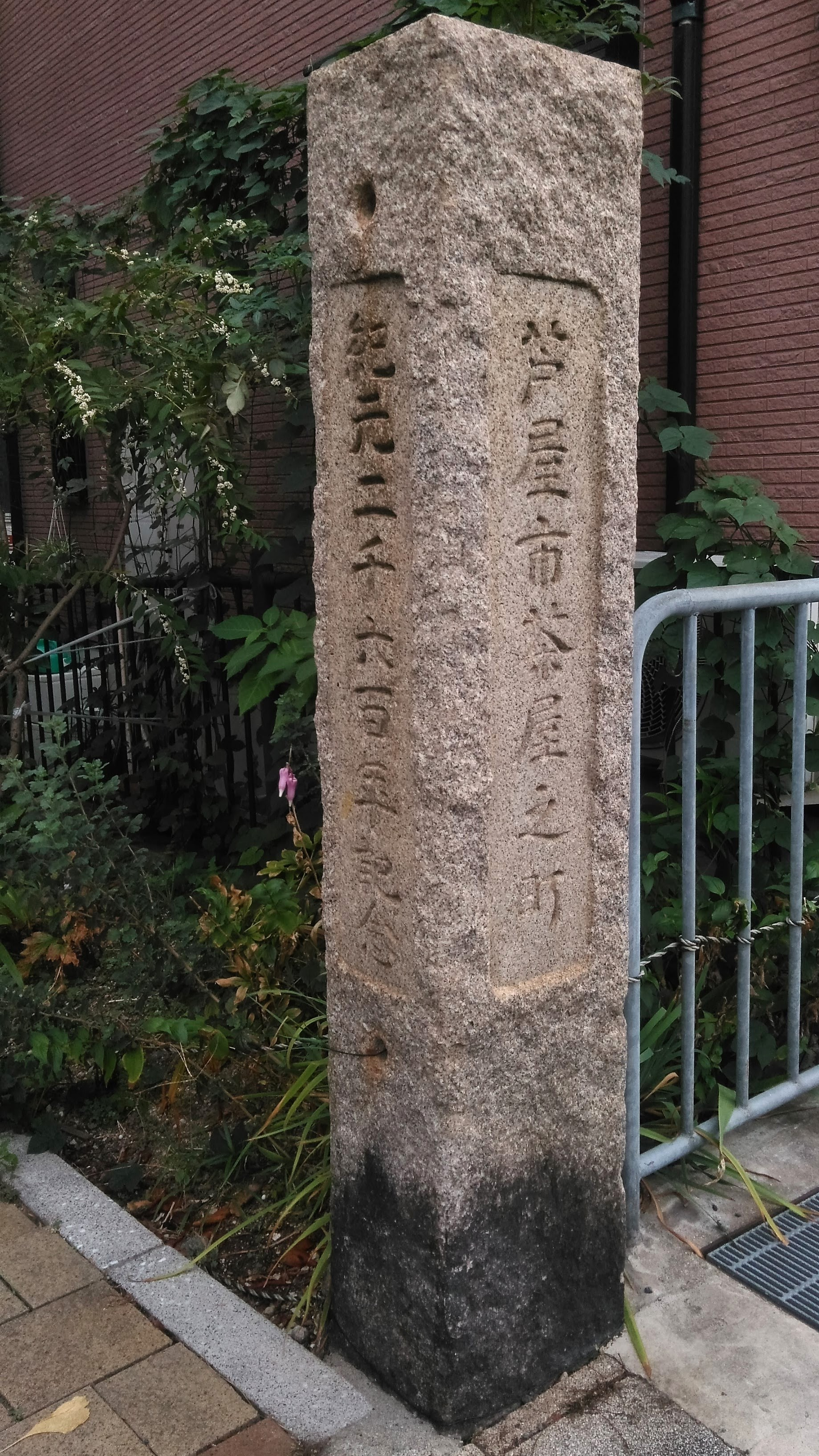

紀元二千六百年記念国旗掲揚台（きげんにせんろっぴゃくねんきねんこっきけいようだい）は、兵庫県芦屋市茶屋之町にある石造物である。

## 概要
1940年(昭和15年)に作られた。
皇紀2600年を記念して作られた国旗掲揚台の一部である。
この石造物の南面には、「昭和十五年二月十一日」の文字がみられるが、芦屋市制が施行されたのは1940(昭和15)年11月10日、茶屋之町が誕生したのは1944(昭和19)年のため史実と合っていない。

## 刻まれている文字
この石造物には次の文字が刻まれている。
- 北面：「芦屋市茶屋之町」
- 東面：「紀元二千六百年記念」
- 南面：「昭和十五年二月十一日　親和會建之」